# Falácia do continuum
A falácia do continuum (também conhecido como a falácia de cinza)  é a falácia de assumir que um estado contínuo possível entre dois estados significa que eles não são significativamente diferentes. É uma forma de equívoco: tratar como equivalentes duas coisas que devem não ser tratadas como equivalentes no contexto. 
O nome alternativo falácia de cinza vem da afirmação de que as decisões e eventos complexos, do mundo real raramente são preto e branco, mas consistem em tons de cinza - o corolário disso é que, escolhendo tons Você substituídos duas posições (cores), preto ou branco, com apenas uma cor; cinzento. No entanto, algumas coisas podem ter muito tons escuros de cinza, e outros podem ter muitos tons claros de cinza. A falácia, portanto, é assumir que não há nenhuma diferença. 
Quando aplicado ao domínio de especialização, essa falácia é conhecida como inflação de conflito. Inflação de conflito ocorre quando alguém afirma que, por causa de duas (ou mais) especialistas discordam em um ponto, nenhuma conclusão pode ser tirada e todo o campo ou área de pesquisa, provavelmente, é desacreditada. 

## Formato
Segue o formato do argumento :
- X é um extremo e Y é um outro extremo.
- Não há nenhum ponto definível onde X torna-se Y.
- Portanto, não há nenhuma diferença entre X e Y.

Esta foi aplicada ao conceito de incerteza; que as declarações a lua é feita de queijo e O sol é feito principalmente de hidrogênio e hélio são as duas afirmações incertas, mas a magnitude da incerteza é muito diferente entre os dois.Em geral, a falácia tem situações em que nenhum ponto de corte clara entre X e Y existe, e quer a) negar que realmente existe qualquer distinção e comete um equívoco entre ambos ou b) se aproveita da falta de distinção arbitrariamente mudando a distinção de posições surrealistas. 

### Relações com outras falácias
Equívoco - o ato de fazer uma falsa equivalência entre duas coisas - é o termo mais amplo para a falácia continuum. Uma falácia equívoco não necessariamente confundir duas ideias conectados, eles podem realmente ser muito diferentes. Além disso, equívoco é mais comumente visto com palavras ou termos que simplesmente soarem parecidas ou têm conexões muito supérfluos. Leve o conceito de evolução por seleção natural (a partir do qual os sistemas de moral podem ser derivadas) a ser utilizados para atribuir Darwinismo social(que se aplica a ética descritiva da teoria da evolução, ou seja, como as coisas deveriam ser), por exemplo. A falácia contínuo define especificamente um continuum de ideias gradualmente ligam um para o outro - escolhas morais, sendo uma muito fácil - e funde os dois como sendo iguais. Um bom exemplo, embora absurda, é justificar matar crianças recém-nascidas, porque o aborto é legal.
O termo ladeira escorregadia é por vezes utilizado para a falácia do contínuo. As falácias são semelhantes: ambos ignoram diferenças com base na falta de um ponto de corte preciso entre duas posições, ou sobre a distinção (supostamente) sendo subjetiva e arbitrária na melhor das hipóteses. Um argumento ladeira escorregadia causal sugere que o argumento das consequências adversas vai progredir gradualmente de um extremo ao outro, devido à falta de qualquer ponto de parada claro - no entanto, os argumentos ladeira escorregadia encontrados na natureza são muitas vezes falacioso porque ignorar potenciais pontos de corte. Por exemplo, o argumento de que a permissão o casamento homossexual vai levar a bestialidade é falho devido à existência de consentimento informado, que marca uma distinção mais clara entre os dois que não podem ser substituídos apenas ao permitir que algumas pessoas para se casar. 

## Exemplos comuns

### Quando começa a vida?
Esta é possivelmente a maior aplicação da ideia por trás da falácia continuidade - porque quando a vida começa, de fato, um excelente continuum. Aplica-se tanto à origem da vida e também para personalidade e aborto. A resposta curta para tanto delas é que a vida não começa em um único ponto - daí o continuum. Gestação e desenvolvimento fetal são processos contínuos lentos, e o corpo humano ainda se desenvolve e cresce mesmo após o nascimento. Vida começando também é um continuum, sem qualquer mágica faísca que torna algo vivo - DNA auto pode replicar e evoluir em solução, ausente de quaisquer outras células, e assim está vivo por algumas definições, mas não por outros. Não há nenhuma distinção clara em ambos os casos. 

### A ciência estava errada antes
A ciência estava errada antes jogada depende muito deste tropo - principalmente através do conceito de relatividade do errado. Teorias científicas são - de uma certa perspectiva - nem certas, nem erradas, mas apenas procuram descrever o mundo e fazer previsões com vários graus de precisão. Este é um ponto sutil, por isso é facilmente mutilado na (trivialmente verdadeira) de que a ciência é errada. 
Por exemplo, as teorias gravitacionais clássicas são erradas (elas são uma aproximação grosseira) e a gravitação da relatividade geral é quase certamente errada também (não se encaixam muito com a teoria quântica), mas seria uma falácia espetacular sugerir que elas são igualmente erradas, porque há vários tons de cinza no continuum entre fazer previsões ásperas e fazer previsões mais precisas. Dizer que a Terra é plana está errado, assim como dizer que é esférica também é errado - É um esferoide oblato, aproximadamente -, mas ambas as declarações não têm o mesmo grau de injustiça em um continuum. 

### O relativismo moral
O relativismo moral pode sofrer com esta imensamente, como ela não tem qualquer conceito de absolutos, em termos de bem e mal. Por exemplo, é trivial notar que Winston Churchill foi desagradável quando se trata de permitir que milhões de pessoas morram de fome na Birmânia, enquanto do outro lado Adolf Hitler e a maioria de seu círculo íntimo eram amantes dos animais amáveis. Então caricaturas angelicais e/ou demoníacas dessas pessoas são certamente simplistas; mas isso não significa que ambos eram igualmente ruins ou bons. Apenas um, por exemplo, procurou ativamente matar milhões de civis como parte de um programa de eugenia.